# استئصال الجراب
استئصال الجراب هو إزالة الجراب، وهو كيس صغير مملوء بالسائل الزليلي الذي يساند الهياكل العظمية المجاورة ويقلل الاحتكاك في حركة المفصل، يتم تنفيذ هذا الإجراء عادة لتخفيف الالتهاب المزمن (التهاب الجراب) أو العدوى، عندما فشلت الإدارة المحافظة في تحسين نتائج المريض.